# Aline von Kapff

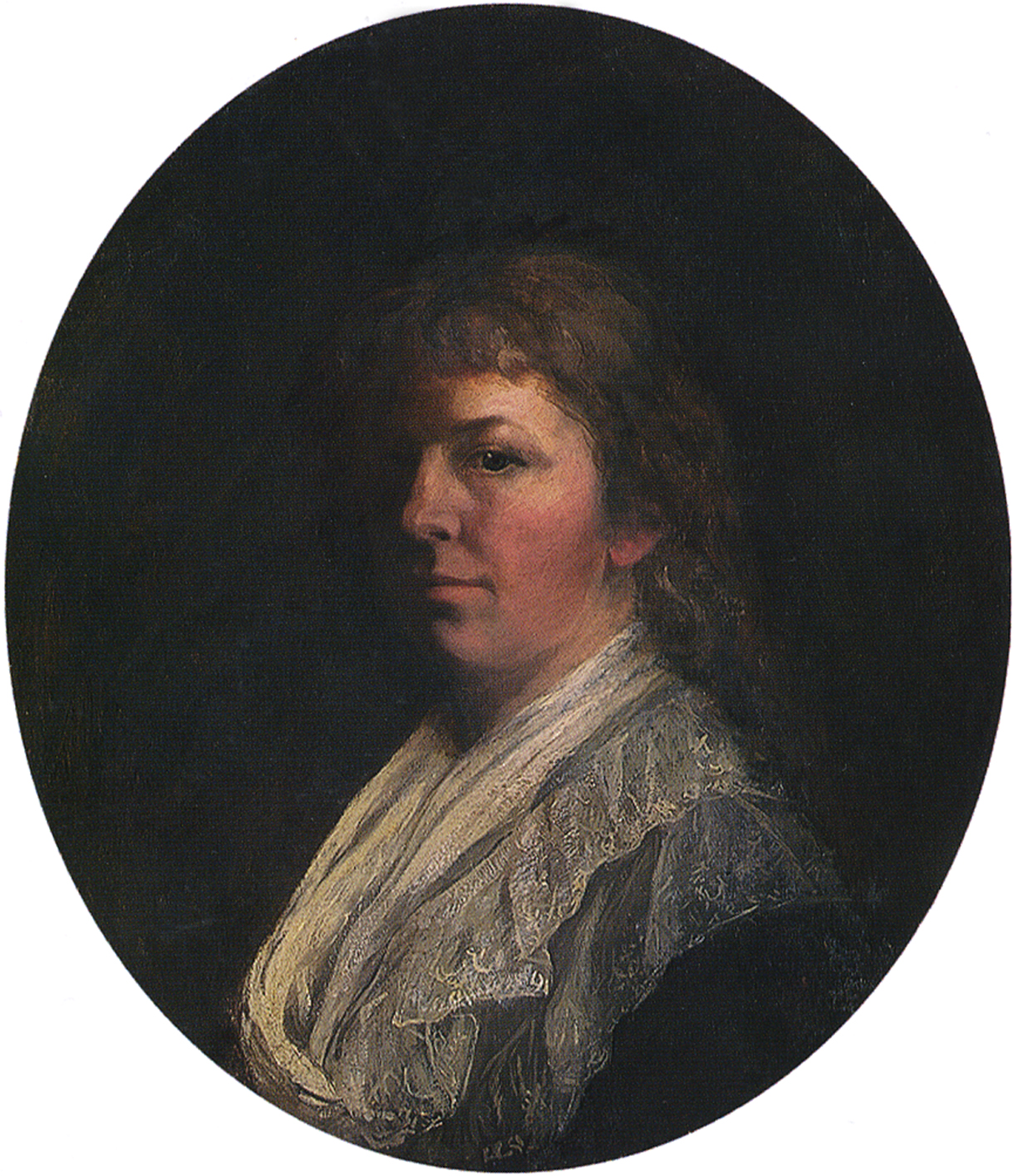
Selbstbildnis in Öl von Aline von Kapff (um 1890)

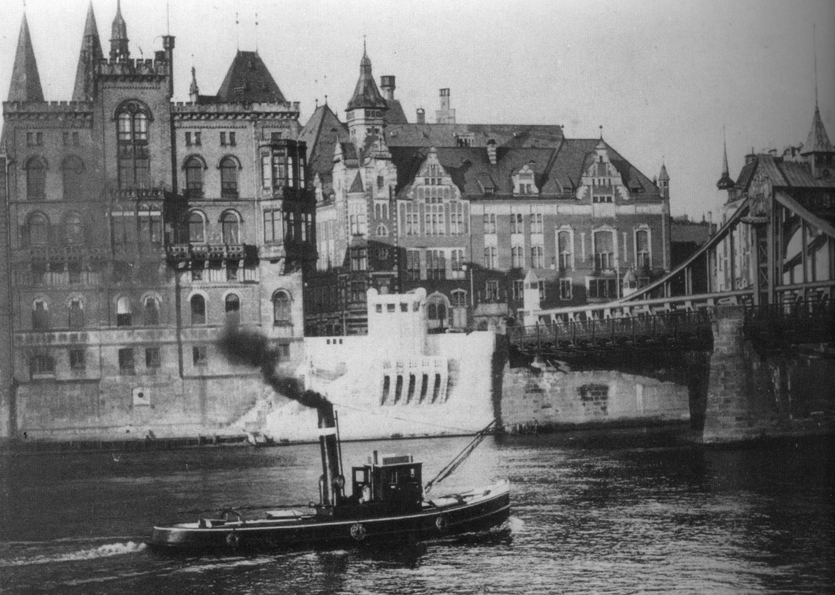
Haus der Familie von Kapff an der Großen Weserbrücke (1907)

Aline Charlotte von Kapff (* 20. Juli 1842 in Bremen; † 21. März (andere Quellen 25. März) 1936 in Bremen) war eine deutsche Malerin und Kunstmäzenin.

## Biografie
Aline von Kapff stammte aus einer alten, vermögenden Weinhändlerfamilie. Ihr Vorfahre der ältere Ludwig von Kapff kam 1655 von Württemberg nach Bremen gezogen, der Urenkel und jüngere Johann Carl Ludwig von Kapff (1798–1854) übernahm später das Weinhaus. Sie war die Tochter des liberalen und kunstliebenden Weinkaufmanns Johann Wilhelm André von Kapff (1806–1875) und seiner Frau Louise geb. Storck (1812–1877), die seit 1850 in der „Wachtstraße 43“ ihren Wohnsitz hatten. Das Haus wurde von dem Architekten Heinrich Müller entworfen. Das Gebäude diente als Domizil und Weinhandlung; es lag nahe der Weserbrücke und wurde 1944 zerstört. Ihr Bruder Paul Ludwig übernahm 1863 die Firma in der Bremer Martinistraße 48.
Von Kapff absolvierte eine Höhere Töchterschule und war Malschülerin von Amalie Murtfeldt. Sie studierte dann Malerei in München, auch war sie zeitweise Schülerin von Gottfried Hofer und später Mäzenin seiner Arbeiten. Danach studierte sie in Paris beim belgischen Maler Alfred Stevens. Bei ausgedehnten Reisen nach Italien, Spanien und Nordafrika sammelte sie Erfahrungen und Impressionen.

Wirtschaftlich unabhängig, bewohnte die Künstlerin nach ihrer Rückkehr bis zu ihrem Tod in Bremen in der „Schwachhauser Heerstraße“ ein großes Haus (Nr. 14, umbenannt Nr. 62), das zuvor ihre Eltern bewohnten und nach dem Zweiten Weltkrieg zum Kippenberg-Gymnasium gehörte und schließlich 1968 abgerissen wurde. Ein Porträt von ihr, gemalt 1870 von C. Accarisi, befindet sich im Bremer Focke-Museum. Aline Charlotte von Kapff liegt auf dem Riensberger Friedhof in Bremen-Schwachhausen begraben.
Sie war Stillleben- und Genremalerin. Die Motive – z. B. häufig Fische – stammen aus ihrer heimatlichen Umgebung. In zahlreichen Ausstellungen konnten ihre Arbeiten gesehen werden. 1883 stellte sie am Pariser Salon aus sowie 1888 und 1889 im Münchner Glaspalast. In der Kunsthalle Bremen befinden sich die Bilder Fischverkäuferin, 1887 und Gemüseverkäuferin (Stillleben). Sie war befreundet mit Paula Modersohn-Becker.
Zunehmend trat sie als Förderin der Kunst auf und unterstützte die Bremer und Worpsweder Künstlerszene. Ihr häufiger Gast Magdalene Pauli schilderte, wie sie es meisterhaft verstand, als „große Gönnerin bremischen Zuschnitts (...) Kunst und Gesellschaft auf bezaubernde Art miteinander zu verbinden“. Am 29. März 1912 sollte ihr Geschick einen ernsthaften Streit schlichten, als konservative Bremer den Ankauf von Bildern der französischen Impressionisten (u. a. das Mohnfeld von van Gogh) kritisierten. Eingeladen hatte sie Maler wie Konrad von Kardorff und Rudolf Tewes, Kunstsachverständige wie Alexander von Salzmann, Julius Meier-Graefe und Alfred Lichtwark sowie die Schriftsteller Rudolf Alexander Schröder und Alfred Heymel und andere Freunde. Die Protestversammlung endete in „einen Beifallssturm für den Leiter der Bremer Kunsthalle“, der die Ankäufe getätigt hatte.
Zu ihrem weiteren Bremer Freundeskreis zählten auch der Keramiker und Landschaftsmaler Walter Magnussen und dessen Frau, die Bildhauerin Anna Magnussen-Petersen.